# Jiří Kaufman
Jiří Kaufman (* 28. listopadu 1979 v Pardubicích) je český fotbalový útočník. Působil v českých a německých klubech.

## Klubová kariéra
Jiří Kaufman je pardubický odchovanec, v dorostu působil také v týmech FC Hradec Králové, AFK Atlantic Lázně Bohdaneč a MFK Frýdek-Místek. V dospělém fotbale začínal v moravském klubu FK Drnovice, odkud v roce 2001 odešel do Německa. Zde vystřídal kluby Hannover 96, FC Energie Cottbus, Karlsruher SC a FC Erzgebirge Aue. Pak se vrátil do České republiky do Hradce Králové. V roce 2009 přestoupil do pražských Bohemians 1905.

## Reprezentace
Jiří Kaufman působil v mládežnických reprezentačních výběrech České republiky od kategorie do 15 let. Za českou reprezentační jedenadvacítku odehrál celkem 10 zápasů, v nichž se čtyřikrát střelecky prosadil.

### Reprezentační zápasy a góly
Zápasy Jiřího Kaufmana v české reprezentaci do 21 let 
| Rok    | Zápasy | Góly |
| ------ | ------ | ---- |
| 2000   | 2      | 1    |
| 2001   | 7      | 3    |
| 2002   | 1      | 0    |
| Celkem | 10     | 4    |

Góly Jiřího Kaufmana v české reprezentaci do 21 let 
| Gól | Datum       | Stadion                       | Soupeř        | Skóre (min.) | Výsledek | Soutěž                      |
| --- | ----------- | ----------------------------- | ------------- | ------------ | -------- | --------------------------- |
| 010 | 15. 8. 2000 | Frýdek-Místek, Česko          | Slovinsko     | 02:00 (22.)  | 3:1      | přátelský zápas             |
| 02  | 05. 6. 2001 | Stadion Strahov, Praha, Česko | Severní Irsko | 01:00 (23.)  | 4:0      | kvalifikace na ME „21“ 2002 |
| 03  | 05. 6. 2001 | Stadion Strahov, Praha, Česko | Severní Irsko | 02:00 (48.)  | 4:0      | kvalifikace na ME „21“ 2002 |
| 04  | 5. 10. 2001 | Na Stínadlech, Teplice, Česko | Bulharsko     | 04:00 (35.)  | 8:0      | kvalifikace na ME „21“ 2002 |